# Antonio Arcioni (Kardinal)
Antonio Arcioni, auch Archeoni (* in Rom; † 26. Juli 1405 ebenda) war ein italienischer Kardinal der Römischen Kirche. Er war Bischof von Ascoli Piceno.

## Leben
Bevor er zum Bischof ernannt wurde, war er Generalvikar der Exemten Abtei Montecassino.
1380 wurde er zum Bischof von Aquino gewählt. Er übernahm den Bischofssitz von Ascoli Piceno am 6. Februar 1387. Am 10. Oktober 1390 übernahm er für ein Jahr das Bistum Arezzo. 1399 wird er wiederum als Bischof von Ascoli Piceno genannt und hielt dort eine Synode ab, diesen Bischofssitz hatte er bis zu seiner Erhebung in den Kardinalsstand inne. Im Jahr 1400 wird er als Vikar des Papstes für die Stadt Rom genannt.
Er wurde am 12. Juni 1405 von Papst Innozenz VII. zum Kardinalpriester der Titelkirche San Pietro in Vincoli erhoben.
Am 26. Juli 1405 starb er in Rom und wurde neben dem Altar des Heiligen Hieronymus in der päpstlichen Basilica Liberiana beigesetzt.